# NGC 7371
NGC 7371 ist eine Spiralgalaxie vom Typ SAB(rs)ab? im Sternbild Wassermann auf der Ekliptik. Sie ist schätzungsweise 125 Millionen Lichtjahre von der Milchstraße entfernt und hat einen Durchmesser von etwa 70.000 Lj.
Im selben Himmelsareal befinden sich u. a. die Galaxien NGC 7378, NGC 7399, IC 1451, IC 1453.
Das Objekt wurde am 28. November 1785 von William Herschel entdeckt.